# Polkowice (gromada)
Polkowice – dawna gromada, czyli najmniejsza jednostka podziału terytorialnego Polskiej Rzeczypospolitej Ludowej w latach 1954–1972.
Gromady, z gromadzkimi radami narodowymi (GRN) jako organami władzy najniższego stopnia na wsi, funkcjonowały od reformy reorganizującej administrację wiejską przeprowadzonej jesienią 1954 do momentu ich zniesienia z dniem 1 stycznia 1973, tym samym wypierając organizację gminną w latach 1954–1972.
Gromadę Polkowice z siedzibą GRN w Polkowicach (wówczas wsi) utworzono – jako jedną z 8759 gromad na obszarze Polski – w powiecie lubińskim w woj. wrocławskim, na mocy uchwały nr 20/54 WRN we Wrocławiu z dnia 2 października 1954. W skład jednostki weszły obszary dotychczasowych gromad Polkowice, Polkowice Dolne, Sucha Górna i Moskorzyn ze zniesionej gminy Polkowice w powiecie głogowskim w woj. zielonogórskim oraz obszar dotychczasowej gromady Biedrzychowa ze zniesionej gminy Rynarcice w powiecie lubińskim w woj. wrocławskim. Dla gromady ustalono 13 członków gromadzkiej rady narodowej.
31 grudnia 1961 do gromady Polkowice włączono wsie Komorniki, Żuków, Damówka, Tarnówek, Guzice i Trzebcz ze zniesionej gromady Komorniki oraz wieś Sobin ze zniesionej gromady Jędrzychów w tymże powiecie.
1 stycznia 1967 z gromady Polkowice wyłączono wieś Polkowice, przywracając jej utracony w 1946 roku status miasta. Polkowice pozostały jednak dalej siedzibą gromady Polkowice.
1 lipca 1968 do gromady Polkowice włączono wieś Pieszkowice ze zniesionej gromady Rynarcice w tymże powiecie.
1 stycznia 1972 do gromady Polkowice włączono obszar zniesionej gromady Parchów w tymże powiecie.
Gromada przetrwała do końca 1972 roku, czyli do kolejnej reformy gminnej. 1 stycznia 1973, tym razem w powiecie lubińskim w woj. wrocławskim, reaktywowano zniesioną w 1954 roku gminę Polkowice (od 1999 gmina należy do powiatu polkowickiego w woj. dolnośląskim).